# 1994年の関税及び貿易に関する一般協定第7条の実施に関する協定
1994年の関税及び貿易に関する一般協定第7条の実施に関する協定（1994ねんのかんぜいおよびぼうえきにかんするいっぱんきょうていだい7じょうのじっしにかんするきょうてい、Agreement on Implementation of Article VII of the General Agreement on Tariffs and Trade 1994、通称関税評価協定、関税評価コード）は、東京ラウンドにおいて1979年に関税及び貿易に関する一般協定第7条の実施に関する協定として合意し、ウルグアイラウンドにおいて1994年に改定が合意されて、1995年に世界貿易機関を設立するマラケシュ協定（WTO設立協定）に包含した関税評価に関する条約である。日本法においては、国会承認を経た「条約」であるWTO設立協定（日本国政府による法令番号は、平成6年条約第15号）の一部として扱われる。

## 関税評価
１　協定の概要
関税評価協定は、WTO協定の附属書1Aに属する一括受託協定であり、ガット第７条（関税評価）の実施に一層の一貫性、確実性を与えるために、同条の適用のための規則を詳細に定め、恣意的な評価制度を排除し、関税評価制度を国際的に統一することを目的としている。
関税はその大部分が、輸入価格に対して５％というように課される従価税である。従って課税の基礎となる輸入価格を恣意的に決定すればいくらでも恣意的に課税が可能になることになる。

２　ガット第7条
ガットでは第7条において「実際の価額に基くものでなければならず、国内原産の産品の価額又は任意の若しくは架空の価額に基くものであつてはならない（2(a)）」と定め、更に「「実際の価額」とは、輸入国の法令で定める時に、及びその法令で定める場所で、その貨物又は同種の貨物が通常の商取引において完全な競争的条件の下に販売され、又は販売のために提供される価格をいう。（2(b)）」と規定して恣意的ない評価がされることを規定している。
しかしながらガット第7条は、これ以上具体的に規定はなく各国において実際の適用において差異が発生することは避けられなかった。
更にいわゆるガットの祖父条項により米国のＡＳＰ評価、1930年関税法第402a条による評価 やカナダの輸出国の国内販売価格を評価基準とする制度が、ガット第6条に違反するのもかかわらず容認されるという問題が生じていた。

３　評価基準
関税評価の統一については、1950年に「税関における物品の評価に関する条約（ブラッセル評価条約）」が作成された。この条約は関税協力理事会を設立する条約、:関税率表における物品の分類に関する条約とともに作成されたものである。
この条約は、関税評価の基準を「正常価格、すなわち関税が納付されるべき時に、相互に独立した売手と買手との間で完全な競争条件の下において当該物品が販売されるとした場合の価格」（完全競争価格）と定め（附属書I第1条(1)）ていた。
しかし、個々の具体的な輸入貨物の完全競争価格をどのように算定するかの詳細な規定がなく、各国の裁量に委ねられていたことから加盟国の間においても取扱いに差異がみられた。
また、運賃、保険料込みのCIF価格を課税標準とするとしたため、運賃、保険料を含まないFOB価格を課税標準としていた米国やカナダはCIF価格に変更しない限り採用できないという問題もあった。

４　ケネディラウンドにおける交渉
ガットのケネディラウンドにおいては、特に米国のASP評価の廃止について交渉が行われ、米国がASP評価を廃止しその場合日本及びEEC（現在のEU）が追加の関税引き下げを行うという合意（化学品協定）がされたが、米国議会においてASP廃止法が成立せず、化学品協定は発効しなかった。

５　東京ラウンドにおける交渉
東京ラウンド交渉において関税評価が交渉対象になった。当初、日ECは、米国のASP廃止、ブラッセル評価条約への加入を目標に交渉していたが交渉の行き詰まりにあい米国等が受諾できる新しい公正かつ単一な国際ルールを策定する方向に転換した。
交渉の結果、関税及び貿易に関する一般協定第7条の実施に関する協定（ガット関税評価協定））が作成された。
この協定では、ブラッセル評価条約のように完全競争価格というような抽象的な定義を行わず、課税価格は、原則として、当該貨物の取引価格、すなわち貨物が輸入国へ輸出のために販売された場合に現実に支払われ又は支払われるべき価格に限定的な調整を加えた価格とする（第1条、第8条）と規定しこれによれない場合（無償貨物のように取引がない場合等）に用いる評価方法（同種又は類似貨物の取引価格等）を適用順序とともに具体的に規定（第2条から第7条）した。加えて、ASPのような評価を禁止する規定（第7条２）を定めた。
なお、運賃及び保険料を含めるか否かは各国の任意としCIF価格適用国（日本、EU等）でもFOB価格適用国（米国、カナダ等）でも採用が可能とした。
この協定に対し、先進国主導であるとして開発途上国が反発し、一時、開発途上国グループの策定した別の協定案が存在する事態にまでなったが、最終的に開発途上国の要望を取り入れ、開発途上国に対する特別措置を定めた関税及び貿易に関する一般協定第7条の実施に関する協定の議定書（ガット関税評価議定書））を作成することで合意が成立した。

５　ウルグアイラウンドにおける交渉
ウルグアイラウンドにおいては、先進国は評価協定については、改正の必要がないとして交渉グループでの問題点の提起を行わなかった、これに対しインド、ブラジル、アフリカ諸国から次の2点について改正を行う提案がされた。
A　評価協定において現実の取引価格を課税標準とする義務があるが、開発途上国の税関において輸入者の申告価格が実際の契約価格であるか判別しにくいため税関が申告価格に疑義を持った場合、当該価格を否認し、同種又は類似貨物の取引価格で課税価格を決定できるようにしたい
B　開発途上国において税収確保のために最低輸入価格を設定し申告価格がこれを下回る場合は、最低輸入価格により課税したり、総代理店による輸入の場合、取引価格ではなく、同種又は類似貨物の取引価格で課税価格を決定することがあるが、評価協定ではこれらが禁止されるためこれを継続できるようにしたい。
これらの提案について先進国側は、恣意的な評価につながり評価協定の大原則を服すとして強く反対した。しかし開発途上国税関の抱える問題点の解決の必要については理解をしめし、最終的に次の二つのことを閣僚会合の決定として採択することで合意が成立した。
A　申告価額の真実性又は正確性に税関当局が疑義を持った場合に関する決定
申告価額の真実性又は正確性に税関当局が疑義を持った場合に申告価格を否認するための手続きに関するもの
B　最低課税価格並びに総代理店、独占販売者及び権利占有者による文書に関する決定
最低課税価格等について一定期間適用を延期することを認めるもの
これらにより評価協定は評価議定書を附属書Ⅲとして取り込み、紛争解決についての字句の整理を行っただけで、WTOの評価協定となった。